# Egg (Zúrich)
Egg es una comuna suiza del cantón de Zúrich, situada en el distrito de Uster. Tiene una población estimada, a fines de 2020, de 8,827 habitantes.
Limita al norte con la comuna de Maur, al este con Mönchaltorf, al sureste Gossau y Grüningen, y sur con Oetwil am See y Uetikon am See, al suroeste con Meilen, y al oeste con Herrliberg.